# Synk: Parallel Line
Synk: Parallel Line é a segunda turnê mundial do grupo sul-coreano aespa, em apoio ao seu primeiro álbum de estúdio, Armageddon que foi lançado em maio de 2024. A turnê se deu início em 29 de junho de 2024, em Seul, Coreia do Sul, e terminará no dia 12 de março de 2025, em Madri, Espanha. A turnê consiste em 41 shows, passando pela Ásia, Oceania, América do Norte e Europa.

## Antecedentes
Em 19 de fevereiro de 2024, o Aespa anunciou oficialmente via X (antigo Twitter) e Weverse as primeiras datas de sua próxima turnê mundial, com mais datas por vir. No dia 11 de abril, o Aespa anunciou por meio de seu fã-clube no Japão dois shows adicionais em 17 e 18 de agosto de 2024, realizados no Tokyo Dome, como uma "Edição Especial" do show. Informações completas sobre o evento e ingressos para as etapas iniciais foram anunciadas em 1º de maio, por meio de sua página do fã-clube no Weverse. Em 10 de maio, um show adicional foi anunciado para Sydney devido à demanda.
Em 11 de maio, a Aespa anunciou que um show agendado para 7 de julho em Fukuoka, Japão, seria adiado devido ao feedback nas redes sociais sobre a data coincidir com o dia nacional chinês de luto pelo incidente da Ponte Marco Polo.  O show foi posteriormente remarcado para 30 de julho e um novo show foi adicionado em 31 de julho.

## Set list
A set list a seguir é do show de 29 de junho de 2024, em Seul, Coreia do Sul, e não pretende representar todos os shows da turnê. 
1. "Drama"
2. "Black Mamba"
3. "Salty & Sweet"
4. "Supernova"
5. "Mine"
6. "Illusion"
7. "Thirsty"
8. "Prologue"
9. "Long Chat (#♥)"
10. "Dopamine" (Giselle solo)
11. "UP" (Karina solo)
12. "Bored!" (Ningning solo)
13. "Spark" (Winter solo)
14. "Spicy"
15. "Licorice"
16. "Hold on Tight"
17. "Regret of the Times"
18. "Live My Life"
19. "We Go"
20. "Trick or Trick"
21. "Set the Tone"
22. "Next Level"
23. "Armageddon"

Encore

1. "Aenergy"
2. "Bahama"
3. "Melody"

## Datas da turnê
| Data (2024)    | Cidade    | País          | Local                            | Presença        | Receita    |
| -------------- | --------- | ------------- | -------------------------------- | --------------- | ---------- |
| Ásia           |           |               |                                  |                 |            |
| 29 de junho    | Seoul     | Coreia do Sul | Jamsil Indoor Stadium            | 12,600 / 12,600 | $1,324,742 |
| 30 de junho    | Seoul     | Coreia do Sul | Jamsil Indoor Stadium            | 12,600 / 12,600 | $1,324,742 |
| 6 de julho     | Fukuoka   | Japão         | Marine Messe Fukuoka             | 10,293 / 10,293 | $758,350   |
| 10 de julho    | Nagoya    | Japão         | Aichi Sky Expo                   | 15,997 / 15,997 | $1,176,471 |
| 11 de julho    | Nagoya    | Japão         | Aichi Sky Expo                   | 15,997 / 15,997 | $1,176,471 |
| 14 de julho    | Saitama   | Japão         | Saitama Super Arena              | 38,281 / 38,281 | $2,872,221 |
| 15 de julho    | Saitama   | Japão         | Saitama Super Arena              | 38,281 / 38,281 | $2,872,221 |
| 20 de julho    | Singapura | Singapura     | Singapore Indoor Stadium         | 8,500           | —          |
| 27 de julho    | Osaka     | Japão         | Asue Arena Osaka                 | 25,872 / 25,872 | $1,992,083 |
| 28 de julho    | Osaka     | Japão         | Asue Arena Osaka                 | 25,872 / 25,872 | $1,992,083 |
| 30 de julho    | Fukuoka   | Japão         | Marine Messe Fukuoka             | 12,155 / 12,155 | $936,508   |
| 31 de julho    | Fukuoka   | Japão         | Marine Messe Fukuoka             | 12,155 / 12,155 | $936,508   |
| 3 de agosto    | Hong Kong | China         | AsiaWorld–Expo, Hall 10          | —               | —          |
| 4 de agosto    | Hong Kong | China         | AsiaWorld–Expo, Hall 10          | —               | —          |
| 9 de agosto    | Taipei    | Taiwan        | NTSU Arena                       | 27,000          | —          |
| 10 de agosto   | Taipei    | Taiwan        | NTSU Arena                       | 27,000          | —          |
| 11 de agosto   | Taipei    | Taiwan        | NTSU Arena                       | 27,000          | —          |
| 17 de agosto   | Tokyo     | Japão         | Tokyo Dome                       | 93,639 / 93,639 | $7,480,884 |
| 18 de agosto   | Tokyo     | Japão         | Tokyo Dome                       | 93,639 / 93,639 | $7,480,884 |
| 24 de agosto   | Jakarta   | Indonésia     | Beach City International Stadium | —               | —          |
| Oceania        |           |               |                                  |                 |            |
| 30 de agosto   | Sydney    | Austrália     | Qudos Bank Arena                 | 20,053 / 21,672 | $2,542,330 |
| 31 de agosto   | Sydney    | Austrália     | Qudos Bank Arena                 | 20,053 / 21,672 | $2,542,330 |
| 2 de setembro  | Melbourne | Austrália     | Rod Laver Arena                  | 15,000          | —          |
| Ásia           |           |               |                                  |                 |            |
| 21 de setembro | Macau     | China         | Macau Studio City Event Centre   | —               | —          |
| 22 de setembro | Macau     | China         | Macau Studio City Event Centre   | —               | —          |
| 28 de setembro | Bangkok   | Tailândia     | Impact Arena                     | 20,000          | —          |
| 29 de setembro | Bangkok   | Tailândia     | Impact Arena                     | 20,000          | —          |